# Clairmarais
Clairmarais è un comune francese di 600 abitanti situato nel dipartimento del Passo di Calais nella regione dell'Alta Francia.

## Storia

### Simboli
I pastorali ricordano l'abbazia cistercense di Clairmarais fondata nel 1140 da Teodorico di Alsazia e dalla moglie Sibilla d'Angiò; il lupo e il serpente sono animali che vivono nella foresta e negli acquitrini presenti nel territorio comunale.

## Società

### Evoluzione demografica
Abitanti censiti